# Marc-Auguste Pictet

Marc-Auguste Pictet

Marc-Auguste Pictet-Turrettini (* 23. Juli 1752 in Genf; † 19. April 1825 in Genf) war ein Schweizer Naturwissenschaftler und Wissenschaftsjournalist.
Nach dem Studium in der Genfer Akademie (Wissenschaft und Rechtswissenschaften) lebte er ein Jahr in England (1775–1776), wo er in die Astronomie eingeführt wurde. Nach seinem Rückkehr wirkte er als Assistent des Astronomen Jacques-André Mallet am Observatorium Genf. Er begeisterte sich auch für Meteorologie, Technik und für das experimentelle Studium der Wärme.
Er wurde dann Reisebegleiter seines ehemaligen Professors Horace-Bénédict de Saussure, dem er 1786 als Professor und später (1799) als Präsident der «Société des Arts» nachfolgte. 1790 wurde er Direktor der Genfer Sternwarte. 1790 wurde sein Essai sur le feu schliesslich veröffentlicht, das noch im selben Jahr auf Deutsch übersetzt wurde (Versuch über das Feuer).
1796 begründete er mit seinem Bruder, dem Diplomaten Charles Pictet de Rochemont, und Frédéric-Guillaume Maurice (1750–1826) die Bibliothèque britannique (seit 1816 Bibliothèque universelle de Genève, zuletzt bis 1930 Bibliothèque universelle et Revue de Genève), welche die Verbreitung aller in England gemachten wichtigen Entdeckungen und herausgekommenen Werke bezweckte. Sein wissenschaftlicher Briefwechsel verband bald Hunderte von Forschern, vor allem aus Frankreich, Grossbritannien, Italien und der Schweiz.
Im Interesse seiner Vaterstadt verhandelte er 1798 mit der Französischen Republik und erwirkte für Genf Religionsfreiheit sowie die eigene Verwaltung der das ererbte Gemeingut betreffenden öffentlichen Anstalten. 1802 wurde er Mitglied des Tribunats, 1803 Sekretär dieser Behörde und 1807 einer der 15 Generalinspektoren des öffentlichen Unterrichts. Nach der Restauration widmete er sich auch der Meteorologie. 1817 gründete er ein Observatorium auf dem Grossen St. Bernhard.
1791 wurde Pictet zum Mitglied der Royal Society und 1796 der Royal Society of Edinburgh gewählt. 1802 wurde er «Associé libre» der französischen Académie des sciences und 1808 korrespondierendes Mitglied der Bayerischen Akademie der Wissenschaften. 1821 wurde er zum Mitglied der Leopoldina gewählt.
Der Mondkrater Pictet ist nach ihm benannt.